# TT Assen 1982
De TT Assen 1982 was zesde Grand Prix van wereldkampioenschap wegrace voor motorfietsen in het seizoen 1982. De races werden verreden op 26 juni 1982 op het TT Circuit in Assen.

## Algemeen
Voor de TT van Assen hadden de teams en coureurs een pauze van vier weken gehad. Honda gebruikte dit om de NS 500-racers terug te halen naar Japan en te voorzien van carbonfiber wielen en remschijven en aluminium frames. De Nederlanders Boet van Dulmen en Jack Middelburg werden verrast doordat ze allebei fabrieksracers kregen: Van Dulmen een Yamaha OW 60 en Middelburg een Suzuki XR 40. In Assen startten alle klassen, maar toen een zware regenbui de 500cc-race verstoorde kwam men wel in tijdnood. De 50cc-klasse startte al om 10.00 uur, toen een groot aantal van de 140.000 toeschouwers nog onderweg naar het circuit was.

## 500 cc
| Zowel Jack Middelburg als Boet van Dulmen kregen in Assen fabrieksracers. Beiden waren kansloos in het wereldkampioenschap, Boet doordat hij als privérijder een te trage Suzuki had en Jack omdat hij fysieke problemen had gehad. Boet van Dulmen kreeg een semi-fabrieks Yamaha OW 60 op aandringen van Kenny Roberts, die van andere Yamaha-rijders geen steun kreeg. Het HB-Suzuki-team werd geplaagd door tegenvallende resultaten van Virginio Ferrari, die tijdens een training geblesseerd was geraakt, en Randy Mamola. Mamola moest zijn reservemachine afstaan aan Jack Middelburg, die steun moest gaan verlenen aan Franco Uncini van het Gallina-Suzuki-team. Na zijn goede prestatie in de TT van Assen mocht Middelburg de XR 40 het hele seizoen houden. |

Hoewel zich donkere wolken samenpakten en het in de 250cc-race al wat gedruppeld had, stond het hele 500cc-veld op slicks. De race begon met een snelle start van Kenny Roberts, Franco Uncini en Randy Mamola (vanaf de vierde startrij), terwijl de Yamaha van Graeme Crosby stilviel toen hij erop sprong. Mamola en Uncini sloegen meteen een gaatje, terwijl Barry Sheene de achtervolgers aanvoerde. In de tweede ronde bestond de kopgroep uit Uncini, gevolgd door Roberts, Middelburg en Sheene. Freddie Spencer was vijfde, gevolgd door Van Dulmen en Crosby, die zich allebei naar voren hadden gevochten. Toen begon het te regenen en in de zevende ronde sloeg regenrijder Middelburg toe: hij nam de leiding over en zowel Roberts als Uncini hadden duidelijk meer moeite met de natte baan. Het begon steeds harder te regenen en Takazumi Katayama ging de pit in om banden te wisselen. Kenny Roberts was de eerste die viel. Hij liep aanvankelijk weg, maar sprintte terug om zijn motorfiets uit een brandende plas benzine te redden. Even later vielen ook Ferrari, Crosby en Spencer, terwijl Middelburg een flinke voorsprong had maar naar de jury gebaarde dat de wedstrijd gestaakt moest worden. Dat gebeurde ook, maar pas nadat Middelburg, Uncini en Sheene gepasseerd waren. Zij reden als enigen een achtste ronde, waarbij Middelburg zijn taak als knecht uitvoerde door Uncini voorbij te laten. Nu de race na zeven ronden was afgevlagd telde de doorkomst na zes ronden en waren alle valpartijen buiten de race gebeurd. Er werd besloten volgens het manche-systeem te werken: De eerste na zes ronden (Roberts) kreeg 1 punt, de tweede (Uncini) 2 punten, de derde (Sheene) drie punten enzovoort. De tweede manche moest over 10 ronden verreden worden om de Grand Prix te laten meetellen voor het wereldkampioenschap en alle gevallen rijders mochten starten, mits ze hun beschadigde machines rijklaar wisten te krijgen. De lukte bijna iedereen, maar Freddie Spencer constateerde op de grid dat zijn stuurpen was gebroken, wat men in de pit niet had opgemerkt. De zon scheen bij de start en op een paar natte plekjes na was de baan weer droog, zodat iedereen opnieuw op slicks startte. Dat deed Sheene als snelste, heel even gevolgd door Mamola, maar al in de eerste ronde nam Middelburg de leiding over. Samen met Sheene ging hij ervandoor, terwijl Uncini zich naar de derde plaats opwerkte, ver achter de leiders. Middelburg werd echter van zijn Suzuki geworpen en Sheene kwam op kop, maar in de zevende ronde maakte hij een slippertje, waardoor het stuur omsloeg, een stroomlijnsteun brak en de voorvork een tik kreeg. Uncini kwam al snel voorbij en reed naar de overwinning, maar ook Crosby en Roberts passeerden Barry Sheene nog. Uncini had wel veel geluk: zijn achterremverankering was afgebroken en had de hele remklauw meegenomen. In de eindrangschikking werden de manchepunten opgeteld en was Uncini totaalwinnaar, voor Roberts en Sheene.

### Uitslag 500 cc 1e manche (6 ronden)
| Pos | Coureur            | Merk               | Punten   |
| --- | ------------------ | ------------------ | -------- |
| 1   | Kenny Roberts      | Yamaha             | 1        |
| 2   | Franco Uncini      | Gallina-Suzuki     | 2        |
| 3   | Barry Sheene       | John Player-Yamaha | 3        |
| 4   | Jack Middelburg    | HB-Suzuki          | 4        |
| 5   | Freddie Spencer    | RSC-Honda          | 5        |
| 6   | Graeme Crosby      | Marlboro-Yamaha    | 6        |
| 7   | Randy Mamola       | HB-Suzuki          | 7        |
| 8   | Boet van Dulmen    | Yamaha             | 8        |
| 9   | Takazumi Katayama  | RSC-Honda          | 9        |
| 10  | Kork Ballington    | Kawasaki           | 10       |
| 11  | Marc Fontan        | Sonauto-Yamaha     | 11       |
| 12  | Sergio Pellandini  | Suzuki             | 12       |
| 13  | Raymond Roche      | Suzuki             | 13       |
| 14  | Marco Lucchinelli  | RSC-Honda          | 14       |
| 15  | Andreas Hofmann    | Suzuki             | 15       |
| 16  | Ron Haslam         | R&D-Honda          | 16       |
| 17  | Steve Parrish      | Yamaha             | 17       |
| 18  | Stuart Avant       | Suzuki             | 18       |
| 19  | Graziano Rossi     | Marlboro-Yamaha    | 19       |
| 20  | Seppo Rossi        | Suzuki             | 20       |
| 21  | Loris Reggiani     | Gallina-Suzuki     | 21       |
| 22  | Michel Frutschi    | Sanvenero          | 22       |
| 23  | Philippe Coulon    | Suzuki             | 23       |
| 24  | Lorenzo Ghiselli   | Suzuki             | 24       |
| 25  | Reinhold Roth      | Yamaha             | 25       |
| 26  | Chris Guy          | Suzuki             | 26       |
| 27  | Henk de Vries      | Suzuki             | 27       |
| 28  | Hiroyuki Kawasaki  | Suzuki             | 28       |
| 29  | Víctor Palomo      | Suzuki             | 29       |
| 30  | Virginio Ferrari   | HB-Suzuki          | 30       |
| 31  | Peter Sjöström     | Suzuki             | 31       |
| 32  | Leandro Becheroni  | Suzuki             | 32       |
| 33  | Rinus van Kasteren | Suzuki             | 33       |
| 34  | Peter Looijesteijn | Suzuki             | 34       |
| 35  | Guy Bertin         | Sanvenero          | 35       |
| DNS | Guido Paci         | Yamaha             | Blessure |

### Uitslag 500 cc 2e manche (10 ronden)
| Pos | Coureur            | Merk               | Punten   |
| --- | ------------------ | ------------------ | -------- |
| 1   | Franco Uncini      | Gallina-Suzuki     | 1        |
| 2   | Graeme Crosby      | Marlboro-Yamaha    | 2        |
| 3   | Kenny Roberts      | Yamaha             | 3        |
| 4   | Barry Sheene       | John Player-Yamaha | 4        |
| 5   | Boet van Dulmen    | Yamaha             | 5        |
| 6   | Randy Mamola       | HB-Suzuki          | 6        |
| 7   | Kork Ballington    | Kawasaki           | 7        |
| 8   | Marc Fontan        | Sonauto-Yamaha     | 8        |
| 9   | Takazumi Katayama  | RSC-Honda          | 9        |
| 10  | Raymond Roche      | Suzuki             | 10       |
| 11  | Loris Reggiani     | Gallina-Suzuki     | 11       |
| 12  | Sergio Pellandini  | Suzuki             | 12       |
| 13  | Graziano Rossi     | Marlboro-Yamaha    | 13       |
| 14  | Ron Haslam         | R&D-Honda          | 14       |
| 15  | Guy Bertin         | Sanvenero          | 15       |
| 16  | Stuart Avant       | Suzuki             | 16       |
| 17  | Steve Parrish      | Yamaha             | 17       |
| 18  | Víctor Palomo      | Suzuki             | 18       |
| 19  | Reinhold Roth      | Yamaha             | 19       |
| 20  | Andreas Hofmann    | Suzuki             | 20       |
| 21  | Seppo Rossi        | Suzuki             | 21       |
| 22  | Michel Frutschi    | Sanvenero          | 22       |
| 23  | Hiroyuki Kawasaki  | Suzuki             | 23       |
| 24  | Henk de Vries      | Suzuki             | 24       |
| 25  | Peter Sjöström     | Suzuki             | 25       |
| 26  | Peter Looijesteijn | Suzuki             | 26       |
| 27  | Leandro Becheroni  | Suzuki             | 27       |
| 28  | Chris Guy          | Suzuki             | 28       |
| 29  | Rinus van Kasteren | Suzuki             | 29       |
| 30  | Lorenzo Ghiselli   | Suzuki             | 30       |
| 31  | Philippe Coulon    | Suzuki             | 31       |
| DNF | Virginio Ferrari   | HB-Suzuki          | 32       |
| DNF | Marco Lucchinelli  | RSC-Honda          | 33       |
| DNF | Jack Middelburg    | HB-Suzuki          | Val 34   |
| DNS | Guido Paci         | Yamaha             | Blessure |
| DNS | Freddie Spencer    | RSC-Honda          | Stuurpen |

### Uitslag 500 cc totaal
| Pos | Coureur            | Merk               | Tijd     | Grid | Punten |
| --- | ------------------ | ------------------ | -------- | ---- | ------ |
| 1   | Franco Uncini      | Gallina-Suzuki     | 46"38'10 | 3    | 3 / 15 |
| 2   | Kenny Roberts      | Yamaha             | 46"43'65 | 1    | 4 / 12 |
| 3   | Barry Sheene       | John Player-Yamaha | 46"41'67 | 2    | 7 / 10 |
| 4   | Graeme Crosby      | Marlboro-Yamaha    | 46"45'04 | 4    | 8 / 8  |
| 5   | Randy Mamola       | Suzuki             | 48"10'10 | 13   | 13 / 6 |
| 6   | Boet van Dulmen    | Yamaha             | 47"10'71 | 9    | 13 / 5 |
| 7   | Kork Ballington    | Kawasaki           |          | 7    | 17 / 4 |
| 8   | Takazumi Katayama  | RSC-Honda          |          | 11   | 18 / 3 |
| 9   | Marc Fontan        | Sonauto-Yamaha     |          | 14   | 19 / 2 |
| 10  | Raymond Roche      | Suzuki             |          | 12   | 19 / 1 |
| 11  | Sergio Pellandini  | Suzuki             |          | 26   | 24 / 0 |
| 12  | Ron Haslam         | R&D-Honda          |          | 19   | 30 / 0 |
| 13  | Graziano Rossi     | Marlboro-Yamaha    |          | 29   | 32 / 0 |
| 14  | Steve Parrish      | Yamaha             |          | 17   | 34 / 0 |
| 15  | Stuart Avant       | Suzuki             |          | 24   | 34 / 0 |
| 16  | Andreas Hofmann    | Suzuki             |          | 20   | 35 / 0 |
| 17  | Seppo Rossi        | Suzuki             |          | 18   | 41 / 0 |
| 18  | Loris Reggiani     | Gallina-Suzuki     |          | 21   | 42 / 0 |
| 19  | Michel Frutschi    | Sanvenero          |          | 10   | 44 / 0 |
| 20  | Reinhold Roth      | Yamaha             |          | 33   | 44 / 0 |
| 21  | Víctor Palomo      | Suzuki             |          | 27   | 47 / 0 |
| 22  | Guy Bertin         | Sanvenero          |          | 15   | 50 / 0 |
| 23  | Hiroyuki Kawasaki  | Suzuki             |          | 22   | 51 / 0 |
| 24  | Henk de Vries      | Suzuki             |          | 30   | 51 / 0 |
| 25  | Chris Guy          | Suzuki             |          | 31   | 54 / 0 |
| 26  | Peter Sjöström     | Suzuki             |          | 32   | 56 / 0 |
| 27  | Leandro Becheroni  | Suzuki             |          | 36   | 59 / 0 |
| 28  | Peter Looijesteijn | Suzuki             |          | 34   | 60 / 0 |
| 29  | Rinus van Kasteren | Suzuki             |          | 37   | 62 / 0 |
| DNS | Guido Paci         | Yamaha             | Blessure | 23   |        |

### Top tien WK-tussenstand 500 cc
| Pos. | Coureur           | Motorfiets         | Ptn. |
| ---- | ----------------- | ------------------ | ---- |
| 1    | Franco Uncini     | Gallina-Suzuki     | 63   |
| 2    | Kenny Roberts     | Yamaha             | 60   |
| 3    | Barry Sheene      | John Player-Yamaha | 46   |
| 4    | Graeme Crosby     | Marlboro-Yamaha    | 34   |
| 5    | Freddie Spencer   | RSC-Honda          | 22   |
| 6    | Takazumi Katayama | RSC-Honda          | 19   |
| 7    | Marco Lucchinelli | RSC-Honda          | 18   |
| 8    | Michel Frutschi   | Sanvenero          | 15   |
| 9    | Kork Ballington   | Kawasaki           | 14   |
| 10   | Franck Gross      | Suzuki             | 12   |
| 10   | Marc Fontan       | Sonauto-Yamaha     | 12   |

## 350 cc
Mar Schouten maakte vanaf de 20e startplaats een bliksemstart, maar daardoor kwam hij vlak achter Carlos Lavado terecht. Toen Lavado viel kon Schouten hem niet meer ontwijken en voor beiden was de race voorbij. Didier de Radiguès nam de leiding, gevolgd door Patrick Fernandez, Maurizio Matteoni, Alan North en Graeme McGregor. Daarachter kwamen pas de snelste trainer Toni Mang, Martin Wimmer en Jean-François Baldé. De race leek aan spanning in te boeten doordat De Radiguès een flinke voorsprong nam en uiteindelijk zelfs wat gas terugnam. In de zesde ronde had hij al zes seconden voorsprong, maar hij viel in de Stroomdrift en brak daarbij een sleutelbeen. Mang lag toen aan de leiding maar hij werd ingelopen door Baldé en North. Er ontstond een geweldig gevecht tussen Mang en Baldé, die elkaar regelmatig inhaalden en uitremden, waarbij Baldé een paar keer bijna rechtdoor schoot. Uiteindelijk wist Baldé toch de leiding te nemen en met een ruime seconde te winnen. Mang werd tweede en North, die in de eindfase niet meer kon volgen, werd derde.

### Uitslag 350 cc
| Pos | Coureur             | Merk                 | Tijd                | Grid                | Punten |
| --- | ------------------- | -------------------- | ------------------- | ------------------- | ------ |
| 1   | Jean-François Baldé | Kawasaki             | 48"12'11            | 1                   | 15     |
| 2   | Toni Mang           | Kawasaki             | 48"13'28            | 2                   | 12     |
| 3   | Alan North          | Yamaha               | 48"16'56            | 3                   | 10     |
| 4   | Patrick Fernandez   | Bimota-Bartol        |                     | 14                  | 8      |
| 5   | Christian Sarron    | Yamaha               |                     | 8                   | 6      |
| 6   | Gustav Reiner       | Bimota-Solo          |                     | 11                  | 5      |
| 7   | Eric Saul           | Chevallier-Yamaha    |                     | 17                  | 4      |
| 8   | Tony Head           | Yamaha               |                     | 23                  | 3      |
| 9   | Pierre Bolle        | Yamaha               |                     | 18                  | 2      |
| 10  | Reino Eskelinen     | Yamaha               |                     | 15                  | 1      |
| 11  | Siegfried Minich    | Yamaha               |                     | 22                  |        |
| 12  | Attillio Riondato   | Yamaha               |                     | 30                  |        |
| 13  | Karl-Thomas Grässel | Yamaha               |                     | 32                  |        |
| 14  | Roger Sibille       | Yamaha               |                     | 26                  |        |
| 15  | René Delaby         | Yamaha               |                     | 28                  |        |
| 16  | Gary Padgett        | Yamaha               |                     | 29                  |        |
| 17  | Harald Eckl         | Yamaha               |                     | 35                  |        |
| 18  | Graham Young        | Yamaha               | +1 ronde            | 24                  |        |
| DNF | Didier de Radiguès  | Chevallier-Yamaha    | Val                 | 3                   |        |
| DNF | Carlos Lavado       | Yamaha               | Val                 | 5                   |        |
| DNF | Graeme McGregor     | Waddon Ehrlich-Rotax | Val                 | 6                   |        |
| DNF | Wolfgang von Muralt | Bimota-Yamaha        |                     | 7                   |        |
| DNF | Martin Wimmer       | Yamaha               | Krukas              | 9                   |        |
| DNF | Massimo Matteoni    | Bimota-Yamaha        |                     | 10                  |        |
| DNF | Jacques Cornu       | Bimota-Yamaha        | Vermogensverlies 12 | Vermogensverlies 12 |        |
| DNF | Pekka Nurmi         | Bimota-Yamaha        | Krukas              | 13                  |        |
| DNF | Mar Schouten        | Yamaha               | Val                 | 20                  |        |
| DNF | Jeffrey Sayle       | Armstrong-Rotax      |                     | 33                  |        |
| DNF | Michel Simeon       | Yamaha               |                     | 16                  |        |

### Top tien WK-tussenstand 350 cc
| Pos. | Coureur             | Motorfiets        | Ptn. |
| ---- | ------------------- | ----------------- | ---- |
| 1    | Jean-François Baldé | Kawasaki          | 42   |
| 2    | Didier de Radiguès  | Chevallier-Yamaha | 37   |
| 3    | Eric Saul           | Chevallier-Yamaha | 32   |
| 3    | Toni Mang           | Kawasaki          | 32   |
| 5    | Carlos Lavado       | Yamaha            | 27   |
| 6    | Alan North          | Bimota-Yamaha     | 23   |
| 7    | Patrick Fernandez   | Bimota-Bartol     | 18   |
| 8    | Jacques Cornu       | Yamaha            | 17   |
| 9    | Gustav Reiner       | Bimota-Yamaha     | 14   |
| 10   | Martin Wimmer       | Yamaha            | 12   |
| 10   | Jeffrey Sayle       | Armstrong-Rotax   | 12   |

## 250 cc
Didier de Radiguès (gebroken sleutelbeen) en Carlos Lavado (hersenschudding) lieten noodgedwongen hun startplaatsen op de eerste rij van de 250cc-klasse vrij. Toni Mang stond op poleposition maar verprutste - net als Jean-Louis Tournadre - zijn start en beiden begonnen aan een lange inhaalrace. Jean-Louis Guignaboudet en Paolo Ferretti voerden intussen het veld aan, maar werden aangevallen door Jeffrey Sayle en Jean-François Baldé. Mang en Tournadre sloten aan bij de kopgroep en Mang kon Guignabodet passeren. Die hield om zijn Kawasaki-teamgenoot te helpen de deur dicht voor Tournadre. Er ontstond een mooi gevecht tussen Mang en Sayle, maar Guignabodet zakte wat terug zodat ook Tournadre zich met de strijd om de kop kon gaan bemoeien. Mang nam uiteindelijk 2½ seconde voorsprong op Sayle, die ook Tournadre moest laten passeren. In de laatste ronden moesten de coureurs wat rustiger aan doen, want de eerste druppels van de bui die later de 500cc-race zou verstoren begonnen al te vallen.

### Uitslag 250 cc
| Pos | Coureur                | Merk                 | Tijd                 | Grid             | Punten |
| --- | ---------------------- | -------------------- | -------------------- | ---------------- | ------ |
| 1   | Toni Mang              | Kawasaki             | 47"00'31             | 14               | 15     |
| 2   | Jean-Louis Tournadre   | Yamaha               | 47"02'76             | 13               | 12     |
| 3   | Jeffrey Sayle          | Armstrong-Rotax      | 47"03'07             | 6                | 10     |
| 4   | Jean-Louis Guignabodet | Kawasaki             |                      | 3                | 8      |
| 5   | Patrick Fernandez      | Bimota-Bartol        |                      | 22               | 6      |
| 6   | Graeme McGregor        | Waddon Ehrlich-Rotax | Waddon Ehrlich-Rotax | 7                | 5      |
| 7   | Martin Wimmer          | Spondon-Yamaha       |                      | 9                | 4      |
| 8   | Roland Freymond        | MBA                  |                      | 15               | 3      |
| 9   | Thierry Espié          | Pernod               |                      | 17               | 2      |
| 10  | Gabriel Grabia         | Yamaha               |                      | 8                | 1      |
| 11  | Donnie Robinson        | Spondon-Yamaha       |                      | 38               |        |
| 12  | Sito Pons              | Kobas-Rotax          |                      | 28               |        |
| 13  | Michel Simeon          | Yamaha               |                      | 24               |        |
| 14  | Jean-Marc Toffolo      | Rotax                |                      | 11               |        |
| 15  | Tony Head              | Armstrong-Rotax      |                      | 34               |        |
| 16  | Richard Schlachter     | Yamaha               |                      | 23               |        |
| 17  | Clive Horton           | Armstrong-Rotax      |                      | 27               |        |
| 18  | Christian Estrosi      | Pernod               |                      | 25               |        |
| 19  | Massimo Matteoni       | Yamaha               |                      | 20               |        |
| 20  | Bengt Elgh             | Yamaha               |                      | 21               |        |
| 21  | Dick van Logchem       | Yamaha               | Schakelpedaal 32     | Schakelpedaal 32 |        |
| 22  | Maurizio Vitali        | MBA                  |                      | 37               |        |
| 23  | Siegfried Minich       | Rotax                |                      | 36               |        |
| DNF | Jean-François Baldé    | Kawasaki             |                      | 2                |        |
| DNF | Jacques Bolle          | Yamaha               | Val                  | 10               |        |
| DNF | Paolo Ferretti         | MBA                  |                      | 12               |        |
| DNF | Alan North             | Bimota-Yamaha        |                      | 16               |        |
| DNS | Carlos Lavado          | Yamaha               |                      | 4                |        |
| DNS | Mar Schouten           | Yamaha               |                      | 30               |        |
| DNS | Didier de Radiguès     | Chevallier-Yamaha    |                      | 1                |        |

### Top tien WK-tussenstand 250 cc
| Pos. | Coureur                | Motorfiets      | Ptn. |
| ---- | ---------------------- | --------------- | ---- |
| 1    | Jean-Louis Tournadre   | Yamaha          | 49   |
| 2    | Toni Mang              | Kawasaki        | 40   |
| 3    | Jeffrey Sayle          | Armstrong-Rotax | 23   |
| 3    | Roland Freymond        | MBA             | 23   |
| 5    | Jean-Louis Guignabodet | Kawasaki        | 18   |
| 6    | Carlos Lavado          | Yamaha          | 15   |
| 7    | Jean-François Baldé    | Kawasaki        | 12   |
| 7    | Antonio Neto           | Yamaha          | 12   |
| 9    | Jacques Cornu          | Yamaha          | 8    |
| 9    | Jacques Bolle          | Yamaha          | 8    |

## 125 cc
Met de achtste startpositie had Ángel Nieto duidelijk niet het achterste van zijn tong laten zien, want na de start zat hij bij de Bedeldijk al achter koploper Pier Paolo Bianchi. Zij voltooiden de eerste ronde als snelsten, maar werden ingelopen door August Auinger, Eugenio Lazzarini, Pierluigi Aldrovandi en Hans Müller. Teamgenoten Nieto en Lazzarini waren bereid de spanning er een aantal ronden in te houden en zelfs privérijder Auinger mocht twee ronden op kop rijden. Voor het publiek zag het er spannend uit, tot de Garelli-coureurs het genoeg vonden en ervandoor gingen. Auinger viel uit door een vastloper en Bianchi in de laatste ronde door een gebroken krukas. Lazzarini nam de leiding en dwong zijn teamgenoot Nieto een nieuw ronderecord te rijden om hem te achterhalen. Dat leverde hem achteraf een woede-uitbarsting van Nieto op.

### Uitslag 125 cc
| Pos | Coureur              | Merk        | Tijd                     | Grid                     | Punten                   |
| --- | -------------------- | ----------- | ------------------------ | ------------------------ | ------------------------ |
| 1   | Ángel Nieto          | Garelli     | 44"29'45                 | 8                        | 15                       |
| 2   | Eugenio Lazzarini    | Garelli     | 44"40'53                 | 1                        | 12                       |
| 3   | Pierluigi Aldrovandi | MBA         | 44"47'27                 | 5                        | 10                       |
| 4   | Hans Müller          | MBA         |                          | 4                        | 8                        |
| 5   | Ricardo Tormo        | Sanvenero   |                          | 24                       | 6                        |
| 6   | Iván Palazzese       | MBA         |                          | 7                        | 5                        |
| 7   | Jean-Claude Selini   | MBA         |                          | 6                        | 4                        |
| 8   | Hugo Vignetti        | Sanvenero   |                          | 13                       | 3                        |
| 9   | Gerhard Waibel       | Seel-MBA    |                          | 9                        | 2                        |
| 10  | Johnny Wickström     | MBA         |                          | 10                       | 1                        |
| 11  | Erich Klein          | MBA         |                          | 14                       |                          |
| 12  | Per-Edvard Carlsson  | MBA         |                          | 22                       |                          |
| 13  | Alfred Waibel        | MBA         |                          | 27                       |                          |
| 14  | Andrés Sanchez       | MBA         |                          | 23                       |                          |
| 15  | Roberto Ruosi        | MBA         |                          | 20                       |                          |
| 16  | Jacques Hutteau      | MBA         |                          | 28                       |                          |
| 17  | Anton Straver        | MBA         |                          | 36                       |                          |
| 18  | Jan Bäckström        | Morbidelli  |                          | 29                       |                          |
| 19  | Lucio Pietroniri     | MBA         |                          | 16                       |                          |
| 20  | Theo Timmer          | MBA         |                          | 26                       |                          |
| 21  | Kees van der Ven     | MBA         | +1 ronde                 | 30                       |                          |
| 22  | Hans Spaan           | MBA         | +1 ronde                 | 31                       |                          |
| 23  | Helmut Lichtenberg   | MBA         | +1 ronde                 | 35                       |                          |
| 24  | Jan Huberts          | Sanvenero   | +1 ronde                 | 33                       |                          |
| DNF | August Auinger       | Bartol-MBA  | Vastloper                | 2                        |                          |
| DNF | Pier Paolo Bianchi   | Sanvenero   | Krukas                   | 3                        |                          |
| DNF | Stefan Dörflinger    | Krauser-MBA |                          | 11                       |                          |
| DNF | Henk van Kessel      | MBA         | Big-end                  | 12                       |                          |
| DNF | Bruno Kneubühler     | MBA         | Val                      | 17                       |                          |
| DNF | Willy Pérez          | MBA         |                          | 18                       |                          |
| DNF | Maurizio Vitali      | MBA         |                          | 19                       |                          |
| DNF | Olivier Liégeois     | Sanvenero   |                          | 32                       |                          |
| DNS | Hans-Jürgen Hummel   | Sachs-MBA   |                          | 38                       |                          |
| DNS | Willem Heykoop       | Onbekend    | Koppeling in opwarmronde | Koppeling in opwarmronde | Koppeling in opwarmronde |

### Top tien WK-tussenstand 125 cc
| Pos. | Coureur              | Motorfiets | Ptn. |
| ---- | -------------------- | ---------- | ---- |
| 1    | Ángel Nieto          | Garelli    | 75   |
| 2    | Pierluigi Aldrovandi | MBA        | 34   |
| 3    | Hans Müller          | MBA        | 29   |
| 4    | Pier Paolo Bianchi   | Sanvenero  | 27   |
| 4    | Eugenio Lazzarini    | Garelli    | 27   |
| 6    | Jean-Claude Selini   | MBA        | 25   |
| 7    | Hugo Vignetti        | Sanvenero  | 23   |
| 8    | Johnny Wickström     | MBA        | 21   |
| 8    | Iván Palazzese       | MBA        | 21   |
| 8    | Ricardo Tormo        | Sanvenero  | 21   |

## 50 cc
Stefan Dörflinger was al in de training ruim 3½ seconde sneller dan de concurrentie. Ook in de race was hij veruit de snelste. Hij won met acht seconden voorsprong, maar verklaarde na de race dat hij makkelijk twee seconden per ronde sneller had kunnen rijden. Eugenio Lazzarini had op zijn beurt weer twintig seconden voorsprong op Ricardo Tormo, die een slechte start had gehad.

### Uitslag 50 cc
| Pos | Coureur             | Merk             | Tijd       | Grid     | Punten |
| --- | ------------------- | ---------------- | ---------- | -------- | ------ |
| 1   | Stefan Dörflinger   | Krauser-Kreidler | 32"00'30   | 1        | 15     |
| 2   | Eugenio Lazzarini   | Garelli          | 32"08'11   | 2        | 12     |
| 3   | Ricardo Tormo       | Bultaco          | 32"28'21   | 3        | 10     |
| 4   | Giuseppe Arcareggi  | Minarelli        |            | 16       | 8      |
| 5   | Hans-Jürgen Hummel  | Sachs            |            | 4        | 6      |
| 6   | Claudio Lusuardi    | Moto Villa       |            | 5        | 5      |
| 7   | Theo Timmer         | Bultaco          |            | 9        | 4      |
| 8   | Reiner Scheidauer   | Kreidler         |            | 8        | 3      |
| 9   | Hans Spaan          | Kreidler         |            | 15       | 2      |
| 10  | Paul Rimmelzwaan    | Roton            |            | 12       | 1      |
| 11  | Gerhard Singer      | Hess             |            | 19       |        |
| 12  | Rini Vrijdag        | Kreidler         |            | 23       |        |
| 13  | Uli Merz            | Kreidler         |            | 22       |        |
| 14  | Zdravko Matulja     | Tomos            |            | 21       |        |
| 15  | Gerhard Waibel      | Schuster         |            | 20       |        |
| 16  | Jos van Dongen      | Kreidler         |            | 24       |        |
| 17  | Paolo Priori        | Paolucci         |            | 29       |        |
| 18  | Pascal Kambourian   | Benitaco         |            | 25       |        |
| 19  | Kasimir Rapczynski  | Kreidler         |            | 30       |        |
| 20  | Joe Genoud          | Kreidler         |            | 27       |        |
| 21  | Otto Machinek       | Kreidler         |            | 26       |        |
| 22  | Wim de Jong         | Kreidler         |            | 28       |        |
| 23  | Thomas Engl         | Engl             |            | 17       |        |
| 24  | Chris Baert         | H.H.             | +1 ronde   | 34       |        |
| DNF | Rainer Kunz         | Kreidler         |            | 6        |        |
| DNF | George Looijesteijn | Kreidler         | Ontsteking | 7        |        |
| DNF | Henk van Kessel     | Kreidler         |            | 10       |        |
| DNF | Hagen Klein         | Massa-Real       |            | 11       |        |
| DNF | Jorge Martínez      | Bultaco          | Krukas     | 13       |        |
| DNF | Ingo Emmerich       | Kreidler         |            | 14       |        |
| DNS | Rolf Blatter        | Kreidler         | Blessure   | Blessure |        |

### Top tien WK-tussenstand 50 cc
| Pos. | Coureur            | Motorfiets        | Ptn. |
| ---- | ------------------ | ----------------- | ---- |
| 1    | Stefan Dörflinger  | Krauser-Kreidler  | 45   |
| 2    | Claudio Lusuardi   | Villa             | 25   |
| 3    | Eugenio Lazzarini  | Garelli           | 24   |
| 4    | Giuseppe Ascareggi | Minarelli         | 22   |
| 4    | Ricardo Tormo      | Bultaco           | 22   |
| 6    | Theo Timmer        | Bultaco           | 12   |
| 7    | Hans-Jürgen Hummel | Sachs             | 11   |
| 8    | Massimo De Lorenzi | Minarelli         | 6    |
| 9    | Jorge Martínez     | Bultaco           | 5    |
| 9    | Hans Spaan         | Van Veen-Kreidler | 5    |

## Zijspannen
Egbert Streuer was tweede in de trainingen, maar toch nog ruim vijf seconden langzamer dan de combinatie Rolf Biland/Kurt Waltisperg. Na de 500cc-race was het opnieuw gaan regenen en toen er daardoor twee opwarmronden gereden waren was het inmiddels 18.30 uur. Biland/Waltisperg namen meteen de leiding, gevolgd door Streuer/Schnieders, maar Streuers vizier besloeg en hij moest een aantal concurrenten laten passeren. Nadat Derek Jones/Brian Ayres door Alain Michel/Michael Burkhardt van de tweede plaats waren verdrongen vielen ze uit, waardoor er alleen om de derde plaats nog wat strijd was. Die werd gewonnen door Werner Schwärzel/Andy Huber, voor Patrick Thomas/Jean-Marc Fresc. Biland leek het nog even spannend te maken: met 58 seconden voorsprong zette hij zijn combinatie voor de finish stil, om haar vervolgens samen met Waltisperg over de streep te duwen. 

### Uitslag zijspannen
| Pos | Coureur              | Bakkenist              | Merk                  | Tijd      | Grid      | Punten |
| --- | -------------------- | ---------------------- | --------------------- | --------- | --------- | ------ |
| 1   | Rolf Biland          | Kurt Waltisperg        | Krauser-LCR-Yamaha    | 40"18'31  | 1         | 15     |
| 2   | Alain Michel         | Michael Burkhardt      | Krauser-Seymaz-Yamaha | 40"58'45  | 3         | 12     |
| 3   | Werner Schwärzel     | Andreas Huber          | Krauser-Seymaz-Yamaha | 40"59'86  | 5         | 10     |
| 4   | Patrick Thomas       | Jean-Marc Fresc        | Seymaz-Yamaha         |           | 9         | 8      |
| 5   | Egbert Streuer       | Bernard Schnieders     | LCR-Yamaha            |           | 2         | 6      |
| 6   | Jock Taylor          | Benga Johansson        | Fowler-Windle-Yamaha  |           | 8         | 5      |
| 7   | Dennis Bingham       | Julia Bingham          | Yamaha                |           | 17        | 4      |
| 8   | Albert Giesemann     | Thomas Riedel          | LCR-Yamaha            |           | 15        | 3      |
| 9   | Siegfried Berger     | Edwin Berger           | Yamaha                |           | 16        | 2      |
| 10  | Jean-François Monnin | Wolfgang Kalauch       | LCR-Yamaha            |           | 14        | 1      |
| 11  | Gérald Corbaz        | Yvan Hunziker          | Seymaz-Yamaha         |           | 13        |        |
| 12  | John Barker          | John Brushwood         | Windle-Yamaha         |           | 20        |        |
| 13  | Wolfgang Stropek     | Hans-Peter Demling     | LCR-Yamaha            | +1 ronde  | 18        |        |
| DNF | Masato Kumano        | Kunio Takeshima        | LCR-Yamaha            | Ongeluk 4 | Ongeluk 4 |        |
| DNF | Derek Jones          | Brian Ayres            | LCR-Yamaha            |           | 6         |        |
| DNF | Trevor Ireson        | Donnie Williams        | Ireson-Yamaha         |           | 7         |        |
| DNF | Hermann Huber        | Hermann Bäsler         | Lutz-Yamaha           |           | 10        |        |
| DNF | Rolf Steinhausen     | Hermann Hahn           | Busch-Yamaha          |           | 11        |        |
| DNF | Hein van Drie        | Martin van 't Klooster | LCR-Yamaha            |           | 12        |        |
| DNF | Jo van der Ven       | Tonny Troeyen          | Yamaha                |           | 19        |        |

### Top tien WK-tussenstand zijspanklasse
| Pos. | Coureur          | Bakkenist          | Motorfiets            | Ptn. |
| ---- | ---------------- | ------------------ | --------------------- | ---- |
| 1    | Rolf Biland      | Kurt Waltisperg    | Krauser-LCR-Yamaha    | 30   |
| 2    | Alain Michel     | Michael Burkhardt  | Krauser-Seymaz-Yamaha | 24   |
| 3    | Werner Schwärzel | Andreas Huber      | Krauser-Seymaz-Yamaha | 20   |
| 4    | Jock Taylor      | Benga Johansson    | Fowler-Windle-Yamaha  | 13   |
| 5    | Patrick Thomas   | Jean-Marc Fresc    | Seymaz-Yamaha         | 10   |
| 6    | Albert Giesemann | Thomas Riedel      | LCR-Yamaha            | 7    |
| 7    | Masato Kumano    | Kunio Takeshima    | LCR-Yamaha            | 6    |
| 7    | Egbert Streuer   | Bernard Schnieders | LCR-Yamaha            | 6    |
| 8    | Siegfried Berger | Edwin Berger       | Yamaha                | 5    |
| 8    | Mick Boddice     | Chas Birks         | Windle-Yamaha         | 5    |

## Trivia

### Handtekening?
Bruno Kneubühler was vereerd toen de douaniers op Schiphol zijn handtekening vroegen, want zo beroemd was hij nu ook weer niet. Het bleek dat de douaniers dachten dat ze de schaatser Franz Krienbühl voor zich hadden.

### Geen start in burger
Hans-Jürgen Hummel reed alleen races die niet te veel reiskosten vergden maar in Assen had hij zich slechts als 38e gekwalificeerd voor de 125cc-race, waar slechts 36 rijders aan mochten deelnemen. Uiteindelijk mocht hij als reserverijder toch starten, maar daar had hij niet op gerekend. Hij stond in zijn "burger" kleding en kon dus niet starten.
1925 · 1926 · 1927 · 1928 · 1929 · 1930 · 1931 · 1932 · 1933 · 1934 · 1935 · 1936 · 1937 · 1938 · 1939 · 1940–1945 · 1946 · 1947 · 1948 · 1949 · 1950 · 1951 · 1952 · 1953 · 1954 · 1955 · 1956 · 1957 · 1958 · 1959 · 1960 · 1961 · 1962 · 1963 · 1964 · 1965 · 1966 · 1967 · 1968 · 1969 · 1970 · 1971 · 1972 · 1973 · 1974 · 1975 · 1976 · 1977 · 1978 · 1979 · 1980 · 1981 · 1982 · 1983 · 1984 · 1985 · 1986 · 1987 · 1988 · 1989 · 1990 · 1991 · 1992 · 1993 · 1994 · 1995 · 1996 · 1997 · 1998 · 1999 · 2000 · 2001 · 2002 · 2003 · 2004 · 2005 · 2006 · 2007 · 2008 · 2009 · 2010 · 2011 · 2012 · 2013 · 2014 · 2015 · 2016 · 2017 · 2018 · 2019 · 2021 · 2022 · 2023 · 2024 · 2025